# Jaap Krijtenburg
Jaap Friso Krijtenburg (Eindhoven, 16 de mayo de 1969) es un deportista neerlandés que compitió en remo.
Ganó tres medallas de plata en el Campeonato Mundial de Remo entre los años 1990 y 1995. Participó en los Juegos Olímpicos de Barcelona 1992, ocupando el quinto lugar en la prueba de cuatro sin timonel.

## Palmarés internacional
| Campeonato Mundial | Campeonato Mundial            | Campeonato Mundial | Campeonato Mundial |
| Año                | Lugar                         | Medalla            | Prueba             |
| ------------------ | ----------------------------- | ------------------ | ------------------ |
| 1990               | Tasmania (Australia)          | Medalla de plata   | Cuatro sin timonel |
| 1994               | Indianápolis (Estados Unidos) | Medalla de plata   | Ocho con timonel   |
| 1995               | Tampere (Finlandia)           | Medalla de plata   | Ocho con timonel   |